# To Hell with God
To Hell with God deseti je studijski album američkog death metal-sastava Deicide. Diskografska kuća Century Media Records objavila ga je 15. veljače 2011.

## Popis pjesama
Tekstovi: Glen Benton. 
| 1.    | »To Hell with God«                | Steve Asheim      | 4:20 |
| 2.    | »Save Your«                       | Asheim, Jack Owen | 3:32 |
| 3.    | »Witness of Death«                | Asheim            | 3:05 |
| 4.    | »Conviction«                      | Owen              | 3:15 |
| 5.    | »Empowered by Blasphemy«          | Asheim            | 3:16 |
| 6.    | »Angels of Hell«                  | Owen, Asheim      | 3:12 |
| 7.    | »Hang in Agony Until You're Dead« | Asheim            | 3:59 |
| 8.    | »Servant of the Enemy«            | Asheim            | 3:17 |
| 9.    | »Into the Darkness You Go«        | Owen              | 3:32 |
| 10.   | »How Can You Call Yourself a God« | Asheim            | 4:15 |
| 35:43 |                                   |                   |      |

## Zasluge
| Deicide - Glen Benton – vokali, bas-gitara, umjetnički direktor, produkcija - Ralph Santolla – gitara - Jack Owen – gitara - Steve Asheim – bubnjevi, produkcija |  | Ostalo osoblje - Alexandr "Kwaadnar" Balinets – ilustracije - Eugene "jOnny" Postebaylo – ilustracije - Mark Lewis – tonska obrada, miksanje, produkcija, snimanje - Alan Douches – masteriranje |